# Pseudeupalamus nigrolineatus
Pseudeupalamus nigrolineatus är en stekelart som först beskrevs av Cameron 1903.  Pseudeupalamus nigrolineatus ingår i släktet Pseudeupalamus och familjen brokparasitsteklar. Inga underarter finns listade i Catalogue of Life.